# Llista de monuments de Vandellòs i l'Hospitalet de l'Infant
Llista de monuments de Vandellòs i l'Hospitalet de l'Infant inclosos en l'Inventari del Patrimoni Arquitectònic de Catalunya per al municipi de Vandellòs i l'Hospitalet de l'Infant (Baix Camp). Inclou els inscrits en el Registre de Béns Culturals d'Interès Nacional (BCIN) classificats com a monuments històrics, els béns culturals d'interès local (BCIL) de caràcter immoble i la resta de béns arquitectònics integrants del patrimoni cultural català.
| Monument                                                           | Protecció          | Estil/època                         | Localització                                                                     | Coordenades                                          | Codi?         | Imatge |
| ------------------------------------------------------------------ | ------------------ | ----------------------------------- | -------------------------------------------------------------------------------- | ---------------------------------------------------- | ------------- | --- |
| Hospital per a vianants de l'Hospitalet de l'Infant                | BCIN 4379-MH-ZA-EN | Gòtic XIV                           | Vandellòs i l'Hospitalet de l'Infant Pl. del Pou, l'Hospitalet de l'Infant       | 40° 59′ 31″ N, 0° 55′ 19″ E / 40.991918°N,0.921915°E | RI-51-0006774 | Hospital per a vianants de l'Hospitalet de l'Infant (Vandellòs i l'Hospitalet de l'Infant) · Vegeu més fotos d'aquest monument · Carregueu una nova foto d'aquest monument |
| Torre de Gavadà                                                    | BCIN 4061-MH-ZA    | Gòtic tardà, obra popular XIII, XVI | Vandellòs i l'Hospitalet de l'Infant Gavadà                                      | 41° 00′ 11″ N, 0° 47′ 15″ E / 41.002976°N,0.787637°E | IPA-9719      | Torre de Gavadà (Vandellòs i l'Hospitalet de l'Infant) · Vegeu més fotos d'aquest monument · Carregueu una nova foto d'aquest monument                                     |
| Torre del Torn                                                     | BCIN 4062-MH-ZA    | XVI                                 | Vandellòs i l'Hospitalet de l'Infant Illot del Torn                              | 40° 58′ 06″ N, 0° 53′ 31″ E / 40.968334°N,0.891922°E | IPA-38471     | Torre del Torn (Vandellòs i l'Hospitalet de l'Infant) · Vegeu més fotos d'aquest monument · Carregueu una nova foto d'aquest monument                                      |
| Torre de la Casa la Torre                                          | BCIN 4063-MH-ZA    | Obra popular XV, XVI                | Vandellòs i l'Hospitalet de l'Infant Pl. del Doctor Gil-Vernet, 16               | 41° 01′ 10″ N, 0° 49′ 54″ E / 41.019547°N,0.831757°E | IPA-9705      | Torre de la Casa la Torre (Vandellòs i l'Hospitalet de l'Infant) · Vegeu més fotos d'aquest monument · Carregueu una nova foto d'aquest monument                           |
| Torre de Masriudoms                                                | BCIN 4064-MH-ZA    | Gòtic, obra popular XIV             | Vandellòs i l'Hospitalet de l'Infant Masriudoms                                  | 41° 01′ 21″ N, 0° 53′ 08″ E / 41.022575°N,0.885462°E | IPA-9720      | Torre de Masriudoms (Vandellòs i l'Hospitalet de l'Infant) · Vegeu més fotos d'aquest monument · Carregueu una nova foto d'aquest monument                                 |
| Església parroquial de Sant Andreu                                 | BCIL 2014          | Barroc XVIII                        | Vandellòs i l'Hospitalet de l'Infant C. de l'Església, Vandellós                 | 41° 01′ 12″ N, 0° 49′ 53″ E / 41.02002°N,0.83141°E   | IPA-9704      | Església parroquial de Sant Andreu (Vandellòs i l'Hospitalet de l'Infant) · Vegeu més fotos d'aquest monument · Carregueu una nova foto d'aquest monument                  |
| Església de Sant Jaume                                             | BCIL 2014          | Obra popular XIX                    | Vandellòs i l'Hospitalet de l'Infant Pl. Sant Jaume, 7, Masriudoms               | 41° 01′ 14″ N, 0° 53′ 04″ E / 41.0205°N,0.88442°E    | IPA-9707      | Església de Sant Jaume (Vandellòs i l'Hospitalet de l'Infant) · Vegeu més fotos d'aquest monument · Carregueu una nova foto d'aquest monument                              |
| Església sufragània de Sant Pere                                   |                    | XX Mitjan                           | Vandellòs i l'Hospitalet de l'Infant Pl. de l'Església, l'Hospitalet de l'Infant | 40° 59′ 28″ N, 0° 55′ 23″ E / 40.99101°N,0.92313°E   | IPA-9709      | Església sufragània de Sant Pere (Vandellòs i l'Hospitalet de l'Infant) · Vegeu més fotos d'aquest monument · Carregueu una nova foto d'aquest monument                    |
| Cal Ferrer Nou i Capella de Sant Martí de Porres                   | BCIL 2014          | Obra popular XVI, XX                | Vandellòs i l'Hospitalet de l'Infant Gavadà                                      | 41° 00′ 07″ N, 0° 47′ 14″ E / 41.002027°N,0.787212°E | IPA-9716      | Carregueu una nova foto d'aquest monument |
| Mas de Genessies                                                   | BCIL 2014          | Obra popular XVI                    | Vandellòs i l'Hospitalet de l'Infant Genessies                                   | 41° 00′ 54″ N, 0° 47′ 46″ E / 41.01494°N,0.79621°E   | IPA-9717      | Carregueu una nova foto d'aquest monument |
| Búnquer al coll de Balaguer                                        | BCIL 2014          | Obra popular XX                     | Vandellòs i l'Hospitalet de l'Infant Coll de Balaguer                            | 40° 57′ 54″ N, 0° 52′ 16″ E / 40.965°N,0.87117°E     | IPA-34623     | Búnquer al coll de Balaguer (Vandellòs i l'Hospitalet de l'Infant) · Vegeu més fotos d'aquest monument · Carregueu una nova foto d'aquest monument                         |
| Forn de la Caseta del Bòria                                        |                    | Obra popular XIX-XX                 | Vandellòs i l'Hospitalet de l'Infant Caseta del Bòria                            |                                                      | IPA-43793     | Carregueu una nova foto d'aquest monument |
| Pavelló d'accés de la central nuclear Vandellòs 1                  | BCIL 2014          |                                     | Vandellòs i l'Hospitalet de l'Infant                                             | 40° 57′ 27″ N, 0° 52′ 45″ E / 40.957488°N,0.879053°E | IPA-45519     | Carregueu una nova foto d'aquest monument |
| Centraleta telefònica i magatzem de la central nuclear Vandellòs 1 | BCIL 2014          |                                     | Vandellòs i l'Hospitalet de l'Infant                                             | 40° 57′ 21″ N, 0° 52′ 31″ E / 40.955758°N,0.875222°E | IPA-45520     | Carregueu una nova foto d'aquest monument |
| Estació meteorològica de la central nuclear Vandellòs 1            | BCIL 2014          |                                     | Vandellòs i l'Hospitalet de l'Infant                                             | 40° 57′ 10″ N, 0° 52′ 10″ E / 40.952835°N,0.869432°E | IPA-45521     | Carregueu una nova foto d'aquest monument |
| Ermita de l'Almadrava                                              | BCIL 2014          |                                     | Vandellòs i l'Hospitalet de l'Infant l'Almadrava                                 | 40° 56′ 10″ N, 0° 51′ 22″ E / 40.936086°N,0.856189°E | IPA-45522     | Carregueu una nova foto d'aquest monument |
| Boques de les cisternes de l'Almadrava                             | BCIL 2014          |                                     | Vandellòs i l'Hospitalet de l'Infant                                             | 40° 56′ 09″ N, 0° 51′ 25″ E / 40.935951°N,0.857044°E | IPA-45523     | Carregueu una nova foto d'aquest monument |
| Poblat d'Hifrensa                                                  | BCIL 2014          | Racionalisme tardà 1967-1975        | Vandellòs i l'Hospitalet de l'Infant Hifrensa, l'Hospitalet de l'Infant          | 40° 59′ 32″ N, 0° 54′ 57″ E / 40.992318°N,0.915752°E | IPA-45524     | Carregueu una nova foto d'aquest monument |